# 吳琛 (景泰直隸進士)
吳琛（1425年—1475年），字輿璧，号愚庵，直隸太平府繁昌縣人，民籍，明朝政治人物。同進士出身。

## 生平
生洪熙元年七月十二日，正統九年（1444年）甲子科應天府鄉試第八十八名。景泰二年（1451年）辛未科會試第一百六十名，殿試登進士第三甲第七名。授雲南道监察御史，寻赍军甘肃。乙丑持节四川。天顺辛巳升大理寺右寺丞，歲余，进右佥都御史，巡抚甘肃。成化元年还京，是秋，淮扬大饥。公奉敕往赈之。寻召还。调南京都察院。既至，丁蒋恭人忧。未除，丁中顺公忧。服闋，上遣使起公于家，巡抚广东。未几，改命湖广。进阶嘉议大夫，五年（1469）己丑，晋右副都御史、两广总督、兼理巡抚。成化十一年乙未（1475）八月二十五日卒於廣州任上。年五十一。

## 家族
曾祖父吳可立。祖父吳廷昇。父亲吳思聰。